# Symmela tenella
Symmela tenella är en skalbaggsart som beskrevs av Wilhelm Ferdinand Erichson 1835. Symmela tenella ingår i släktet Symmela och familjen Melolonthidae. Inga underarter finns listade i Catalogue of Life.